# Sotnikowskoje
Sotnikowskoje (ros. Сотниковское) – wieś w Rosji, w Kraju Stawropolskim, w rejonie błagodarnieńskim. W 2010 liczyła 4481 mieszkańców.